# Muzeum Regionalne w Rogoźnie
Muzeum Regionalne im. Wojciechy Dutkiewicz w Rogoźnie – muzeum z siedzibą w Rogoźnie. Placówka jest miejską jednostką organizacyjną, działającą w strukturach Rogozińskiego Centrum Kultury. Jego siedzibą są pomieszczenia XIX-wiecznego ratusza.

## Historia
Idea powstania muzeum zrodziła się w 1958 roku, kiedy to w ramach obchodów 700-lecia miasta zorganizowano wystawę poświęconą historii Rogoźna. W 1968 roku zorganizowano kolejną wystawę, na której swoje pamiątki z okresu powstania wielkopolskiego udostępniła Wojciecha Dutkiewicz – nauczycielka i działaczka regionalna, uczestniczka walk z 1919 roku i członkini Armii Krajowej, późniejsza patronka muzeum. Część z tych zbiorów została przeniesiona do budynku Szkoły Podstawowej nr 2, gdzie utworzono Izbę Pamięci Powstania Wielkopolskiego. Natomiast samo muzeum zostało otwarte w styczniu 1983 roku. Początkowo działało jako samodzielna placówka, natomiast od stycznia 1991 roku zostało włączone w struktury Rogozińskiego Centrum Kultury i Sportu (obecnie Rogozińskie Centrum Kultury). W dniu 3 maja 1991 roku placówka otrzymała imię Wojciechy Dutkiewicz.
Aktualnie w muzeum prezentowane są wystawy czasowe, zmienne kilka razy w roku oraz wystawy stałe:
- historyczno-archeologiczna (3 sale), ukazująca dzieje Rogóźna i okolic. Ekspozycja obejmuje okres od pradziejów (okres od paleolitu po epokę żelaza) poprzez średniowiecze (przywilej lokacyjny Przemysła II z 1280 roku), czasy nowożytne (przywileje z XVIII wieku) po współczesność (pamiątki związane z cechami rzemiosł i organizacjami społecznymi m.in. Bractwem Strzeleckim, Towarzystwem Gimnastycznym „Sokół” oraz powstaniem wielkopolskim i okresem II wojny światowej, a także judaica). Osobne ekspozycje poświęcono tzw. „Skarbowi Rogozińskiemu” – odkrytemu w 2009 roku zbiorowi ok. 100 fragmentów arabskich dirhemów (tzw. siekańce) oraz ozdób srebrnych, datowanych na IX i X wiek n.e. oraz rodzinie Dutkiewiczów, z której wywodziła się patronka muzeum.
- przyrodnicza (4 sale), w skład której wchodzą ekspozycje:
  - fauny, zawierające występujące lokalnie okazy mięczaków, ryb, płazów, ptaków i ssaków, a także zbiór jaj ptasich oraz kości (czaszek) ptaków i ssaków,
  - paleontologiczna, prezentująca skamieniałości dawnych organizmów morskich (gąbki, jamochłony, amonity, belemnity, trylobity, liliowce) oraz szczątki nosorożca włochatego, mamuta i tura,
  - geologiczna, ukazująca liczne okazy minerałów i skał (ponad 400 sztuk).
- etnograficzna, ukazująca kulturę ludową okolic Rogoźna. W ramach wystawy prezentowane są dawne meble, przedmioty codziennego użytku, narzędzia rolnicze oraz fotografie budowli drewnianych. Większość eksponatów pochodzi z początku XX wieku.

Muzeum jest obiektem całorocznym, czynnym codziennie z wyjątkiem poniedziałków. Wstęp jest płatny, z wyjątkiem niedziel, kiedy wstęp jest wolny.